# Алісе Мороні
Алісе Мороні (італ. Alice Moroni; нар. 21 лютого 1991) — колишня італійська тенісистка.
Найвищу одиночну позицію світового рейтингу — 377 місце досягла 21 вересня 2009, парну — 575 місце — 4 жовтня 2010 року.
Здобула 4 одиночні та 1 парний титул туру ITF.

## Фінали ITF

### Одиночний розряд: 8 (4–4)
| Результат | Ранг | Дата            | Турнір                          | Покриття | Суперниця       | Рахунок          |
| --------- | ---- | --------------- | ------------------------------- | -------- | --------------- | ---------------- |
| Поразка   | 1.   | 30 вересня 2007 | ITF Салоніки, Греція            | Ґрунт    | Ніколь Роттманн | 4–6, 0–6         |
| Перемога  | 1.   | 24 березня 2008 | ITF Афіни, Греція               | Тверде   | Тетяна Ареф'єва | 6–3, 6–4         |
| Перемога  | 2.   | 11 серпня 2008  | ITF Пезаро, Італія              | Ґрунт    | Ліза Сабіно     | 6–1, 3–6, 6–3    |
| Поразка   | 2.   | 18 серпня 2008  | ITF Трекастаньї, Італія         | Тверде   | Ребекка Маріно  | 2–6, 2–6         |
| Перемога  | 3.   | 5 вересня 2009  | ITF Бассано-дель-Граппа, Італія | Ґрунт    | Джулія Майр     | 7–6(1), 6–1      |
| Поразка   | 3.   | 25 квітня 2011  | ITF Сан-Северо, Італія          | Ґрунт    | Олівія Санчес   | 2–6, 1–6         |
| Поразка   | 4.   | 4 липня 2011    | ITF Турин, Італія               | Ґрунт    | Іріс Ханна      | 6–7(4), 7–5, 5–7 |
| Перемога  | 4.   | 15 серпня 2011  | ITF Тоді, Італія                | Ґрунт    | Аліче Балдуччі  | 6–1, 4–6, 6–3    |

### Парний розряд: 5 (1–4)
| Результат | Ранг | Дата           | Турнір                           | Покриття | Партнерка             | Суперниці                           | Рахунок          |
| --------- | ---- | -------------- | -------------------------------- | -------- | --------------------- | ----------------------------------- | ---------------- |
| Поразка   | 1.   | 5 жовтня 2009  | ITF Фоджа, Італія                | Ґрунт    | Анна-Джулія Ремондіна | Джоя Барб'єрі Анастасія Гримальська | 4–6, 6–4, [2–10] |
| Поразка   | 2.   | 22 травня 2010 | ITF Риволі, Італія               | Ґрунт    | Стефанія Фадабіні     | Валентіна Сульпіціо Стефанія К'єппа | 6–7(1), 1–6      |
| Поразка   | 3.   | 3 липня 2010   | ITF Кремона, Італія              | Ґрунт    | Стефанія Фадабіні     | Андрея Вайдяну Ліза Сабіно          | 4–6, 5–7         |
| Поразка   | 4.   | 23 липня 2012  | ITF Візерба, Італія              | Ґрунт    | Клелія Мелена         | Марія Мазіні Каталіна Пелла         | 1–6, 2–6         |
| Перемога  | 1.   | 30 липня 2012  | ITF Гардоне-Валь-Тромпія, Італія | Ґрунт    | Габр'єла Порубін      | Стефанія Фадабіні Джулія Гаспаррі   | 6–1, 6–3         |